# John McNulta
John McNulta (* 9. Februar 1837 in New York City; † 22. Februar 1900 in Washington, D.C.) war ein US-amerikanischer Politiker. Zwischen 1873 und 1875 vertrat er den Bundesstaat Illinois im US-Repräsentantenhaus.

## Werdegang
John McNulta genoss eine akademische Ausbildung. In seiner Jugend bereiste er die Westindischen Inseln und Europa. Zwischen 1853 und 1859 lebte er in Attica (Indiana) und ab 1859 in Bloomington (Illinois). Damals arbeitete er als Zigarrenhersteller. Während des Bürgerkrieges diente er im Heer der Union, in dem er bis zum Oberst aufstieg. Nach einem Jurastudium und seiner 1865 erfolgten Zulassung als Rechtsanwalt begann er in Bloomington in diesem Beruf zu arbeiten. Gleichzeitig schlug er als Mitglied der Republikanischen Partei eine politische Laufbahn ein. Zwischen 1869 und 1873 gehörte er dem Senat von Illinois an.
Bei den Kongresswahlen des Jahres 1872 wurde McNulta im 13. Wahlbezirk von Illinois in das US-Repräsentantenhaus in Washington gewählt, wo er am 4. März 1873 die Nachfolge des Demokraten John M. Crebs antrat. Da er im Jahr 1874 nicht bestätigt wurde, konnte er bis zum 3. März 1875 nur eine Legislaturperiode im Kongress absolvieren. Nach dem Ende seiner Zeit im US-Repräsentantenhaus praktizierte John McNulta wieder als Anwalt. Er starb am 22. Februar 1900 in Washington und wurde in Bloomington beigesetzt.